# Gregor Glas
Gregor Glas (Novo Mesto, 29 aprile 2001) è un cestista sloveno.

## Palmarès
- Campionato sloveno: 1

Primorska: 2018-19
- Coppa di Slovenia: 3

Primorska: 2018, 2019
Cedevita Olimpija: 2024
- Supercoppa slovena: 1

Primorska: 2018
- Supercoppa slovena: 1

Cedevita Olimpija: 2023